# Luigi Petroselli
Luigi Petroselli (Viterbo, 1º marzo 1932 – Roma, 7 ottobre 1981) è stato un politico e giornalista italiano, Sindaco di Roma dal 1979 fino alla morte.

## Biografia

### Primi anni
Nacque a Viterbo dai coniugi Giulio Petroselli, un tipografo e militante comunista, ed Eufemia Fratini, casalinga e fervente cattolica, come primo di quattro figli. Dopo la scuola primaria e prima della fine del ciclo di studi, iniziò a frequentare, con il benestare dei genitori, il seminario con l'intenzione di entrare nel sacerdozio senza però rinnegare l'ideologia comunista. Scelse tuttavia di abbandonare il progetto studiando presso un liceo classico e iscrivendosi alla facoltà di lettere dell'Università degli Studi di Roma "La Sapienza".
Iniziò ad interessarsi alla politica in giovane età come diffusore del giornale l'Unità nell'ambito della campagna elettorale per le elezioni politiche del 1948, e due anni dopo si iscrisse al Partito Comunista Italiano (PCI) divenendo a distanza di un anno attivista provinciale. Durante la sua militanza si occupò principalmente della lotta per l'attuazione della riforma agraria, in particolare per l'occupazione dei terreni lasciati incolti nella tenuta della famiglia Colonna a Bomarzo; per questa ragione fu arrestato nell'ottobre 1951 e condannato a dieci mesi di reclusione per "aver istigato l'invasione di terre di proprietà altrui". La condanna sembrò comunque accrescere la sua fama sia tra i contadini che nella dirigenza del partito entrando a far parte sia della dirigenza provinciale che del comitato federale del PCI.
Nel 1953 si recò a Bologna per affinare la sua formazione politica presso la scuola Anselmo Marabini, in seno al PCI, venendo scelto come responsabile organizzativo del partito a Viterbo. Le sue posizioni sul comunismo gli costarono tuttavia una sempre maggiore emarginazione all'interno della dirigenza viterbese, allora guidata dal senatore Enrico Minio, e lo portarono da un lato a contribuire alla fondazione dell'Unione provinciale degli artigiani (affiliata alla Confederazione nazionale dell'artigianato), mentre dall'altro riprese il lavoro di corrispondente per conto de l'Unità.

### Carriera politica
La prima carica politica alla quale fu chiamato fu quella di consigliere comunale a Viterbo che gli permise di rientrare nella dirigenza del partito diventando prima responsabile della commissione agraria e della commissione culturale della Federazione provinciale del PCI per poi arrivare alla guida della Federazione comunista di Viterbo nel 1962. Rimase segretario provinciale del partito fino al 1970 e fu nel frattempo eletto al comitato centrale durante l'XI Congresso nazionale svoltosi nel 1966. In qualità di segretario provinciale si interessò con particolare attenzione al piano regolatore cittadino e promosse la municipalizzazione dei servizi idrici.
Nell'agosto 1968 fece prendere alla Federazione viterbese una posizione molto dura nei confronti dell'Unione Sovietica in seguito all'invasione della Cecoslovacchia senza aspettare che il partito a livello nazionale prendesse una posizione ufficiale. Nel 1969 fu chiamato a Roma per dirigere il comitato regionale del Lazio al posto di Enrico Berlinguer, diventato nel frattempo vicesegretario del PCI, e fu eletto l'anno successivo segretario della Federazione comunista della capitale.
Da segretario della Federazione romana si impegnò sempre nelle politiche urbanistiche, portando l'attenzione sulla delicata situazione delle borgate romane con l'intenzione di ridurre il divario della qualità di vita tra centro e periferia. Petroselli offrì il proprio appoggio al sindaco democristiano Clelio Darida al fine di affrontare i molti problemi di Roma con un piano istituzionale per la città. Tuttavia al benestare del sindaco fece fronte il rifiuto del suo partito. Nell'agosto 1974 Darida formò una giunta monocolore democristiana che si avvalse, sia pure in modo indiretto, dell'appoggio del partito comunista. Le principali delibere (in particolare quelle relative all'urbanistica come la variante generale del 1974 al piano regolatore del 1962) furono negoziate con il maggior partito di opposizione, il quale nelle commissioni consiliari era diventato determinante giacché la quasi totalità dei consiglieri comunali della DC erano stati nominati assessori. Dopo le elezioni comunali del 1976 e la vittoria del PCI, favorì la designazione come sindaco di Roma dello storico dell'arte Giulio Carlo Argan, primo amministratore non democristiano del secondo dopoguerra, con una giunta di sinistra insieme a PSI e PSDI. Il Partito Repubblicano Italiano preferì l'astensione.

#### Sindaco di Roma

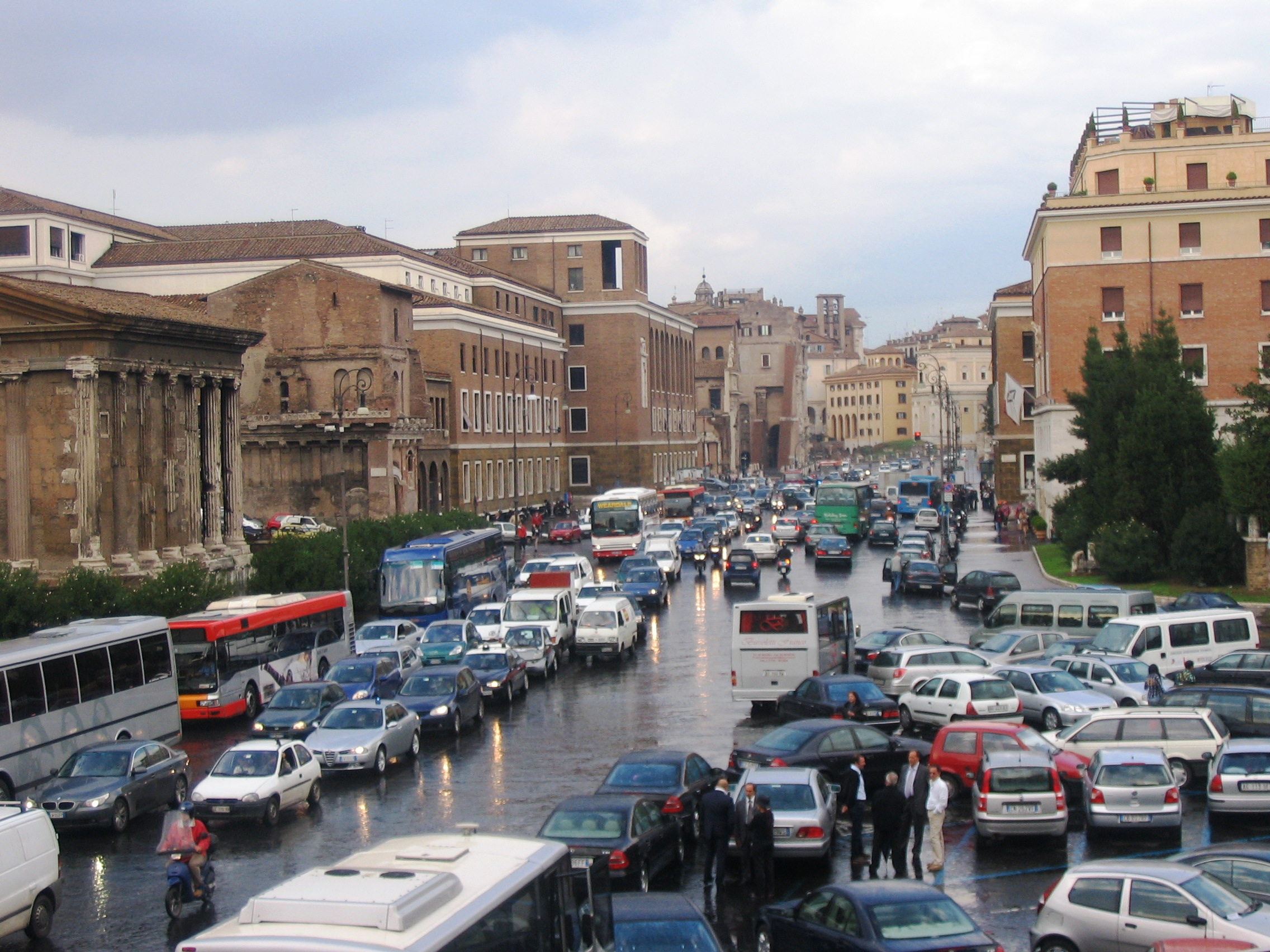
Roma, via Luigi Petroselli, vista dalla balconata dell'ufficio comunale elettorale

Alle dimissioni di Argan, rassegnate per motivi di salute, Petroselli fu eletto dal consiglio comunale alla carica di sindaco, venendo riconfermato alle elezioni del 1981 dove ricevette 130 000 voti di preferenza. La sua attività politica fu particolarmente caratterizzata dall'ascolto della cittadinanza e dal contatto diretto con il popolo a partire dai ceti meno fortunati e dai lavoratori, che furono così avvicinati all'istituzione comunale.
Da sindaco portò avanti il progetto di risanamento delle periferie interessandosi contestualmente alla riduzione del traffico privato nel centro città, con le prime pedonalizzazioni festive di via dei Fori Imperiali, e alla salvaguardia delle aree verdi. Insieme ad Antonio Cederna realizzò un progetto di riorganizzazione dell'area archeologica del Foro Romano, portando ad un'unificazione dell'area compresa tra il Colosseo e il Campidoglio. Firmò un protocollo d'intesa con le principali imprese edili al fine di favorire l'economia pur mantenendo un criterio nell'espansione della città e alto il numero di aree verdi nel territorio comunale. Nonostante ciò fu prestata scarsa attenzione al fenomeno dell'abusivismo edilizio e alcuni progetti iniziati durante il suo mandato non furono portati a termine dai successori. La stampa rimase comunque diffidente nei confronti del sindaco, visto come un "oscuro funzionario di partito".
Dopo numerosi ritardi nei lavori di realizzazione, nel 1980 inaugurò la seconda linea della metropolitana, ribattezzata linea A, nella tratta da Ottaviano a Cinecittà. Nel corso del suo mandato dovette anche far fronte alla crescente fronda dei socialisti che attaccarono a più riprese le iniziative culturali promosse tramite l'Estate romana, ideata pochi anni prima dall'assessore alla cultura Renato Nicolini.
Morì a Roma il 7 ottobre 1981 per un improvviso malore, dopo aver tenuto un discorso al comitato centrale del PCI in via delle Botteghe Oscure.
Al suo funerale, che si tenne a Roma, presero parte anche il presidente della Repubblica Sandro Pertini, il cardinale vicario Ugo Poletti e il sindaco di Parigi Jacques Chirac, essendo le due capitali gemellate. Le orazioni funebri furono del capogruppo del PCI al Senato Edoardo Perna e del suo successore in Campidoglio Ugo Vetere. Nel 1982 la giunta comunale gli ha dedicato una strada nel centro di Roma tra via del Teatro di Marcello e piazza della Bocca della Verità.

## Vita privata
Si sposò con Aurelia Sergi, un'insegnante di matematica e scienze di origini siciliane, il 5 febbraio 1966 sul Campidoglio a Roma. Nel 2017 sarà proprio la moglie a donare l'archivio personale al Campidoglio, che per l'occasione allestì una mostra nella sala Santa Rita di piazza di Campitelli.

## Film su Petroselli
- Petroselli, il vento del domani, regia di Andrea Rusich (2011)